# Benauges
Pour les articles homonymes, voir Benauge et Benauges (homonymie).
La Benauges (ou les Benauges), parfois Benauge, est un petit pays traditionnel de l'Entre-deux-Mers dans le département de la Gironde en région Nouvelle-Aquitaine. 
Il correspond à la seigneurie, vicomté puis comté, du même nom dont le domaine couvrait selon les périodes entre une quinzaine et une trentaine de paroisses situées sur le territoire de l'ancien canton de Targon dans l'arrondissement de Langon avec pour centre le château de Benauge à Arbis.
Il a donné son nom aux dénominations géographiques des AOC bordeaux-haut-benauge et entre-deux-mers-haut-benauge. Après l'annexion à Bordeaux du quartier de La Bastide et le percement de la nouvelle route de Paris (l'actuelle avenue Thiers), l'ancienne route de Paris, qui était auparavant la plus grande artère de Cenon, fut rebaptisée rue de la Benauge et donna à son tour son nom à La Benauge, cité moderne construite après guerre à son extrémité nord-est.
La légende veut que le nom de la région provienne de l'expression gasconne ben auje ! signifiant « qu'il ait du bien ! ». L'étymologie celtique vindaudia « pays blanc » (en référence à la couleur claire des terres limoneuses) est plus plausible.